# Euptychia argante
Euptychia argante är en fjärilsart som beskrevs av Pieter Cramer 1782. Euptychia argante ingår i släktet Euptychia och familjen praktfjärilar. Inga underarter finns listade i Catalogue of Life.

## Bildgalleri

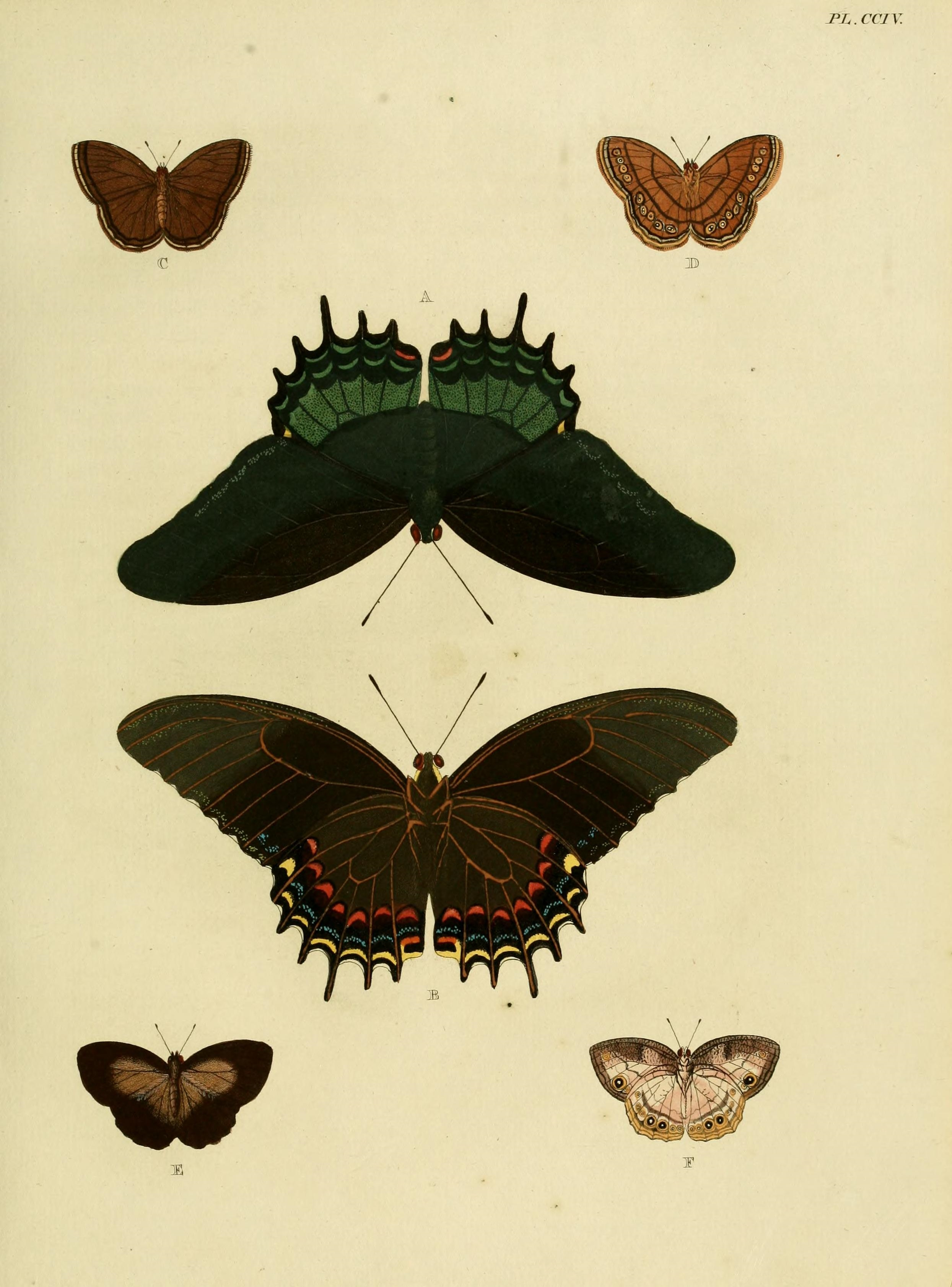
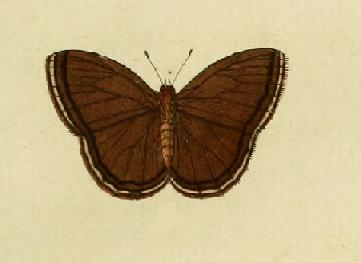
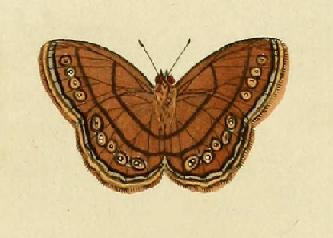